# Камешлу (Марказі)
Камешлу (перс. قمشلو) — село в Ірані, у дегестані Хондаб, у Центральному бахші, шагрестані Хондаб остану Марказі. За даними перепису 2006 року, його населення становило 26 осіб, що проживали у складі 6 сімей.

## Клімат
Середня річна температура становить 11,93 °C, середня максимальна – 30,97 °C, а середня мінімальна – -8,97 °C. Середня річна кількість опадів – 271 мм.
| Клімат поселення                              | Клімат поселення | Клімат поселення | Клімат поселення | Клімат поселення | Клімат поселення | Клімат поселення | Клімат поселення | Клімат поселення | Клімат поселення | Клімат поселення | Клімат поселення | Клімат поселення | Клімат поселення |
| Показник                                      | Січ.             | Лют.             | Бер.             | Квіт.            | Трав.            | Черв.            | Лип.             | Серп.            | Вер.             | Жовт.            | Лист.            | Груд.            |                  |
| Середній максимум, °C                         | 7,67             | 8,97             | 12,95            | 18,48            | 22,76            | 29,38            | 30,97            | 30,27            | 25,42            | 20,17            | 13,61            | 8,03             |                  |
| Середня температура, °C                       | −0,64            | 0,66             | 4,64             | 10,17            | 14,45            | 21,06            | 25,04            | 24,34            | 19,48            | 14,24            | 7,68             | 2,10             |                  |
| Середній мінімум, °C                          | −8,97            | −7,65            | −3,68            | 1,85             | 6,13             | 12,74            | 19,13            | 18,42            | 13,56            | 8,32             | 1,76             | −3,83            |                  |
| Норма опадів, мм                              | 41               | 34               | 48               | 37               | 35               | 8                | 1                | 1                | 0                | 6                | 23               | 37               |                  |
| Середньомісячна швидкість вітру, м/с          | 1.49             | 1.97             | 2.86             | 3.15             | 2.62             | 2.47             | 2.45             | 2.38             | 2.28             | 2.16             | 1.95             | 1.34             |                  |
| Середньомісячна сонячна радіація, кДж/м²·день | 9088             | 12306            | 14780            | 18139            | 22264            | 26979            | 25955            | 24040            | 20991            | 15495            | 10923            | 8943             |                  |
| --------------------------------------------- | ---------------- | ---------------- | ---------------- | ---------------- | ---------------- | ---------------- | ---------------- | ---------------- | ---------------- | ---------------- | ---------------- | ---------------- | ---------------- |
| Джерело:                                      |                  |                  |                  |                  |                  |                  |                  |                  |                  |                  |                  |                  |                  |